# 中山真一
中山 真一（なかやま しんいち、1981年4月3日 - ）は、プロレスのレフェリーである。東京都台東区出身

## 経歴
2006年10月26日 福岡・久留米リサーチパーク大会の、リッキー・マルビンvs平柳努戦でノア初の生え抜きレフェリーとしてデビュー。
デビュー後は主に前半戦の試合を担当していたが、2015年10月頃から地方大会では時よりメインの試合を担当するようになった。鈴木軍撤退後はメインの試合を中心に担当している。
2016年12月24日後楽園ホールで行われたGHCヘビー級選手権試合を初担当。これ以降GHCヘビー級選手権試合は中山が担当している。
現在の役職は不明だが事実上のノアのメインレフェリーであると思われる。
ノアのレフェリーは白または黒のシャツ着用してレフェリングをしているが、中山は時より赤や水色のシャツを着用してレフェリングを行っている。